# Menem (serie de televisión)
Menem: El show del presidente, o simplemente conocida como Menem, es una miniserie de televisión por internet biográfica de drama político argentina creada por Mariano Varela para Prime Video. Se centra en los orígenes de la carrera política del abogado argentino Carlos Menem y su ascenso a la presidencia. Está protagonizada por Leonardo Sbaraglia, Juan Minujín, Griselda Siciliani, Marco Antonio Caponi, Guillermo Arengo, Jorgelina Aruzzi, Alberto Ajaka, Agustín Sullivan, Cumelén Sanz, Mónica Antonópulos y Martín Campilongo. La serie se estrenó el 9 de julio de 2025.

## Sinopsis
Sigue la historia de la familia Menem, cuya vida cambia cuando Carlos Menem se presenta a las elecciones nacionales como candidato a la presidencia. A partir de allí, se narran los sucesos que antecedieron al ascenso de Menem al poder y posteriormente su asunción al cargo, donde estableció políticas como la convertibilidad económica, como así también se muestra los ataques terroristas sucedidos durante su mandato.

## Elenco

### Principal
- Leonardo Sbaraglia como Carlos Saúl Menem
- Juan Minujín como Olegario Salas
- Griselda Siciliani como Zulema Yoma
- Marco Antonio Caponi como Silvio Ayala
- Guillermo Arengo como Ariel Silverman
- Jorgelina Aruzzi como Amanda Salas
- Alberto Ajaka como Emir Yoma
- Agustín Sullivan como Carlos Menem Jr.
- Cumelén Sanz como Zulemita Menem
- Mónica Antonópulos como María Julia Alsogaray
- Martín Campilongo como Domingo Cavallo

### Secundario
- Valentín Wein como Miguel Salas
- Candela Vetrano como Victoria
- Violeta Urtizberea como Amira Yoma
- Diego Pérez como Horacio Rubino
- Osvaldo Djeredjian como Bernardo Neustadt
- Fabián Arenillas como Raúl Pirandello
- Matthew Robert Wray como Thomas Jackson
- Ignacio Saralegui como Horacio Liendo

### Participaciones
- Virginia Gallardo como Sandra Silvestre
- Miriam Odorico como Juana
- José Luis Arias como Carlos Ruckauf
- Sebastián Almada como Eduardo Duhalde
- Gabo Correa como Mohamed Alí Seineldín
- Mario Alarcón como General Gonnet
- Lucía Maciel como Estela Ayala
- Mónica Raiola como Úrsula Lunaris Astralis
- Fernán Mirás como Raúl Alfonsín

## Episodios
| N.º | Título                   | Dirigido por                      | Escrito por                                                                               | Fecha de lanzamiento original |
| --- | ------------------------ | --------------------------------- | ----------------------------------------------------------------------------------------- | ----------------------------- |
| 1   | «La elección interna»    | Ariel Winograd                    | Silvina Olschansky, Mariana Levy, Guillermo Salmerón y Federico Levín                     | 9 de julio de 2025            |
| 2   | «Pasaron cosas»          | Ariel Winograd                    | Silvina Olschansky, Mariana Levy, Guillermo Salmerón y Federico Levín                     | 9 de julio de 2025            |
| 3   | «Una voz en el teléfono» | Ariel Winograd                    | Silvina Olschansky, Mariana Levy, Guillermo Salmerón, Federico Levín y Luciana Porchietto | 9 de julio de 2025            |
| 4   | «Convertible»            | Ariel Winograd y Fernando Alcalde | Mariana Levy, Federico Levín y Luciana Porchietto                                         | 9 de julio de 2025            |
| 5   | «Los caminos»            | Ariel Winograd                    | Mariana Levy, Ariel Winograd, Federico Levín, Fernando Alcalde y Luciana Porchietto       | 9 de julio de 2025            |
| 6   | «El hombre dorado»       | Ariel Winograd y Fernando Alcalde | Mariana Levy, Ariel Winograd, Federico Levín, Fernando Alcalde y Luciana Porchietto       | 9 de julio de 2025            |

## Desarrollo

### Producción
En septiembre de 2020, el creador del proyecto Mariano Varela informó que las empresas productoras Claxson y Yulgok Media habían adquirido los derechos por parte de la familia Menem para adaptar la vida del político Carlos Menem a una serie de televisión. En julio de 2022, se develó que Guillermo Salmerón era uno de los guionistas del proyecto. En octubre de ese año, se anunció que Ariel Winograd sería el director de la serie, la cual estaría compuesta por seis episodios.

### Rodaje
La fotografía principal de la serie comenzó el 7 de junio del 2023 en la Ciudad de Buenos Aires. En agosto de ese año, la producción se trasladó a la provincia de La Rioja y culminó su grabaciones el 12 de agosto de ese mismo año.

### Casting
En abril de 2023, se confirmó que Leonardo Sbaraglia había sido elegido para interpretar al expresidente Menem. En mayo de ese año, Griselda Siciliani fue seleccionada como su esposa, mientras que Agustín Sullivan y Cumelén Sanz se pondrían en el rol de los hijos. Asimismo, se informó que Juan Minujín, Mónica Antonópulos, Violeta Urtizberea, Candela Vetrano, Gabo Correa y Virginia Gallardo también fueron fichados en papeles secundarios. Al mes siguiente, Jorgelina Aruzzi, Marco Antonio Caponi, Alberto Ajaka y Martín Campilongo se unieron al elenco. En agosto de 2023, se conoció la incorporación de Diego Pérez al elenco en el papel de un asesor político.
Por otra parte, el actor Fernán Mirás fue elegido para interpretar el rol de Raúl Ricardo Alfonsín, quien si bien no es protagónico, es una figura relevante en momentos clave de la serie.

## Estreno
El 22 de mayo de 2025, se informó que el Poder Judicial de la Nación había suspendido el estreno mundial de la serie, como así también su promoción hasta que se resolviera la causa disputada entre los herederos de Carlos Menem por sus bienes en sucesión y además la parte demandante alegaba que las compañías Claxson Argentina S. A. y Yulgok Media no habrían logrado reunir la documentación necesaria que acredite que habían adquiridos los derechos de toda la familia Menem para la realización de la serie. Sin embargo, el 23 de junio de ese mismo año, se reveló que el juez de la causa Carlos Goggi finalmente habilitó el lanzamiento de la serie tras la presentación de un documento con fecha del 29 de enero de 2020 que consignaba que Carlos Menem, un año antes de su muerte, firmó una autorización de difusión para la producción del proyecto.